# Frydel Fredy
Frydel Fredy, auch Fredel Fredy, eigentlich Charlotta Ricarda Frida Döring, (* 30. September 1882 in Meiningen, Deutsches Kaiserreich; † 3. Juni 1965 in Berlin, Deutschland) war eine deutsche Film- und Theaterschauspielerin.

## Filmografie
- 1917: Der Verräter
- 1917: Farmer Borchardt
- 1918: Das Gift der Medici
- 1918: Das Land der Sehnsucht
- 1918: Die Vision
- 1918: Das Gift der Medici
- 1918: Liebe und Leben, 1. Teil: Die Seele des Kindes
- 1918: Liebe und Leben, 2. Teil: Die Tochter des Senators
- 1918: Maria
- 1918: Mr. Wu
- 1918: Verlorene Töchter
- 1918: Wenn Gräber sich öffnen
- 1919: Alfreds Techtelmechtel
- 1919: Der Glücksschmied
- 1919: Liebe und Liebelei
- 1920: Apachenrache, 3. Teil: Die verschwundene Million
- 1920: Apachenrache, 4. Teil: Der Affenmensch
- 1920: Der Mann ohne Gnade
- 1921: Der Silberkönig (4 Teile)
- 1921: Urne Nr. 13
- 1929: Verirrte Jugend
- 1947: Kein Platz für Liebe